# Hygiéniste dentaire
En Suisse et au Québec l'hygiéniste dentaire désigne l'aide-dentiste professionnel, sans diplôme de dentiste, chargé de s'occuper, dans le cadre d'un cabinet dentaire, de l'hygiène bucco-dentaire, en particulier du détartrage.

## Québec
Rôle
Au Québec les tâches qu'il peut occuper au sein de l'équipe du dentiste sont notamment :
- dépister les maladies buccodentaires (examens bucco-dentaires et radiographies) ;
- insérer des matériaux obturateurs (amalgame ou composite) ;
- exécuter des traitements préventifs (scellant de puits et fissures, fluorure) et esthétiques (blanchiment) ;
- effectuer le détartrage et le polissage des dents ;
- effectuer des opérations de parodontie (traitement des gencives) et collaborer aux traitements d'orthodontie (redressement de la dentition) ;
- élaborer et appliquer des programmes de santé dentaire publique ;
- Informer et sensibiliser la population à l'importance d'une bonne hygiène bucco-dentaire ;
- enseigner les techniques adéquates de brossage et d’entretien buccal.

Formation
Au Québec, les formations se font au sein des Collège d'enseignement général et professionnel (cégep) suivant :
- Cégep de Maisonneuve
- Cégep de Chicoutimi
- Cégep de Saint-Hyacinthe
- Cégep Garneau
- Cégep de Trois-Rivières
- Cégep Édouard-Montpetit
- Collège John Abbott
- Cégep de l'Outaouais
- Cégep régional de Lanaudière à Terrebonne

## Suisse
La formation se situe au niveau d’une école supérieure ES (degré tertiaire B). Le cycle de formation dure trois ans (5400 heures de formation) et il se compose à parts égales de cours théoriques et de cours pratiques. Pour être admis à suivre une formation d’hygiéniste dentaire, il faut avoir obtenu le certificat du degré secondaire II, avoir accompli une formation dans une école de culture générale ou obtenu une maturité gymnasiale, ou pouvoir faire état d’une formation équivalente. Le niveau des qualifications requises correspond au degré de référence 6 du Cadre  européen de certification.
Swiss Dental Hygienists est l'organisation professionnelle des hygiénistes dentaires et compte 2100 membres environ. Swiss Dental Hygienists représente les intérêts professionnels, économiques et sociaux de ses membres et s‘engage en faveur d’une formation de base et d’une formation continue orientées vers l’avenir. En tant qu‘association professionnelle, Swiss Dental Hygienists œuvre pour garantir une pratique professionnelle de qualité.